# NGC 4575
NGC 4575 ist eine Balken-Spiralgalaxie mit ausgedehnten Sternentstehungsgebieten vom Hubble-Typ SBbc im Sternbild Zentaur am Südsternhimmel. Sie ist schätzungsweise 125 Millionen Lichtjahre von der Milchstraße entfernt und hat einen Durchmesser von etwa 75.000 Lichtjahren.
Im selben Himmelsareal befinden sich u. a. die Galaxien NGC 4507, NGC 4601, NGC 4603.
Das Objekt wurde am 8. Juni 1834 von John Herschel mit einem 18-Zoll-Spiegelteleskop entdeckt.